# 依岡省三
依岡 省三（よりおか しょうぞう、慶応元年11月11日（1865年12月28日） - 明治44年（1911年）1月3日）は日本の実業家。サラワク王国で影響力を持つこととなった日沙商会の創立者。明治時代の図南殖産の実行者であり先駆者である。祖先は長宗我部元親の重臣依岡左京進。

## 略歴
1865年（慶応元年）、高知に生まれる。1887年（明治20年）、横尾東作による小笠原諸島や火山列島の巡回に同行し、硫黄島とその群島を日本領土へ編入するよう政府に働きかけ、火山列島が帝国版図（東京府下）に加わるきっかけをつくる。大東島での製糖業等南方開発に尽力する。和歌山県新宮町では無煙炭の発掘・販売、銀行設立等地方開発を行う。1910年（明治43年）、鈴木商店の金子直吉らの後援を得、ボルネオ島サラワク王国政府から土地租借および開発の許可を受け、南方開発の足がかりを得る。

### 島稼ぎ
1887年（明治20年）、逓信大臣榎本武揚の知遇を受け、横尾東作による明治丸での小笠原諸島、八丈島、火山列島探査に同行。当時領有権が確立していなかった火山列島を日本の領土に編入するよう政府へ献策、周旋につとめた。その結果、硫黄島は1891年（明治24年）に日本領となる。その後、硫黄島で硫黄採掘事業を開始する。1898年（明治31年）には無人島ミッドウェー島を踏査。
1899年（明治32年）、奈良原繁沖縄県知事の勧誘により、玉置半右衛門と南大東島を開拓し製糖業を創始する。

### ボルネオ開発
1910年（明治43年）、神戸製鋼所専務取締役の依岡省輔（省三の実弟）の紹介で鈴木商店の金子直吉と相会し後援を得る。ビンタン島では首長と会見し精密な調査を行い、また、ボルネオ島ではサラワク王国政府を訪れ、1700エーカーの土地租借と開発の許可を得、ゴム園経営に着手した。
その後一時帰国の途でマラリアを発症し、翌1911年（明治44年）逝去。弟省輔が省三の遺志を継承してゴムプランテーションを業とする日沙商会を経営した。
1936年（昭和11年）4月10日、「故依岡省三氏二十五年祭」が執り行われる。現在は、依岡省三を祀った依岡神社がクチン郊外に残る。

## 人物
依岡省三は、西南戦争当時13歳ながら同志を集め操銃の練習を行ったり、各地の志士を訪ね時勢を批評・批判したりする変物であった。
鐘馗のような形相で巨漢であったことからどこにおいても目立った。容貌魁偉で剛胆ながらもその性格は細心であった。

## 補足
1. ↑  明治の山田長政 ボルネオ・サラワック国の開拓者